# Cheiracanthium montanum
Cheiracanthium montanum là một loài nhện trong họ Miturgidae.
Loài này thuộc chi Cheiracanthium. Cheiracanthium montanum được Ludwig Carl Christian Koch miêu tả năm 1877.